# Alauni
Alauni (lat. alumen: stipsa) je skupina izomorfnih dvostrukih sulfata opće formule MI MIII (SO4)2 × 12 H2O, gdje je MI jednovalentni (kalij, natrij, rubidij, cezij, amonij ili talij /često svrstan i litij/), a MIII trovalentni metal (aluminij, titan, vanadij, mangan, krom ili željezo).
Sulfatna skupina SO4 može biti zamijenjena srodnom, npr. selenatnom SeO4.
Tehnički su najvažniji alauni koji sadrže aluminij.
Obični alaun (stipsa, kalijev aluminijev sulfat; KAl(SO4)2 × 12 H2O) služi u bojadisartvu i kožarstvu, za lijepljenje papira, kao antiseptik i kao protuotrov za olovo; za mnoge svrhe zamjenjuje se jeftinim aluminijevim sulfatom.
Slični su mu amonijev i natrijev alaun. Tamnoljubičasti kromalaun upotrebljava se pri štavljenju kože.
Poznati su još i željezni alaun (FeK(SO4)2 × 12 H2O) i kromni alaun (KCr(SO4)2 × 12 H2O).